# Angelagrion
Angelagrion – rodzaj ważek z rodziny łątkowatych (Coenagrionidae). Obejmuje dwa gatunki będące endemitami Brazylii.
W skład rodzaju wchodzą następujące gatunki:
- Angelagrion fredericoi Lencioni, 2008
- Angelagrion nathaliae Lencioni, 2008